# Frans Mosman
Franciscus Albertus "Frans" Mosman (ur. 5 grudnia 1904 w Amsterdamie, zm. 1 czerwca 1994 tamże) – holenderski szermierz, brązowy medalista mistrzostw świata.
Podczas mistrzostw świata w Pieszczanach w 1938 roku Holendrzy w składzie: Willem Driebergen, Antonius Montfoort, Frans Mosman, Jacques Van der Voodt i Pieter van Wieringen zdobyli brązowy medal w szabli drużynowej.
Na igrzyskach olimpijskich w Amsterdamie w 1928 roku był piąty w szpadzie drużynowej, a w turnieju indywidualnym odpadł w pierwszej rundzie. Następnie wystąpił na igrzyskach olimpijskich w Berlinie w 1936 roku, gdzie był piąty w szabli drużynowej, a indywidualnie dotarł do ćwierćfinałów. Brał też udział w igrzyskach olimpijskich w Londynie w 1948 roku, w szabli drużynowej zajmując piąte miejsce, a w turnieju indywidualnym odpadając w ćwierćfinałach. Wystąpił tam również we florecie drużynowym, w którym Holendrzy odpadli w pierwszej rundzie.